# 紫岩蟹
紫岩蟹（學名：Leptograpsus variegatus）是岩石蟹屬的單屬種。 紫岩蟹是一種海生蟹，發現與印度洋-太平洋海域的亞熱帶地區。 其蟹殼可寬達50（2.0英寸）。